# Hiv och aids i Ryssland
Hiv och aids är sedan 1990-talet ett stort problem i Ryssland. När den första hiv-smittade konstaterades i Sovjetunionen i mitten av 1980-talet bemöttes det bland annat av KGB med Operation Infektion, där rykten spreds att USA låg bakom spridningen av hiv i landet. När Sovjetunionen föll försämrades hälso- och sjukvården samtidigt som alkoholkonsumtionen ökade och sex blev allt mer liberalt. Senare har  sexualundervisning förbjudits.  

Karta över Ryssland (inklusive Krim) färglagd efter antalet personer som lever med hiv/aids i Ryssland per invånare, 2018.
>1000
700-999
500-699
300-499
100-299
<100

Över tid har smittspridningen ökat kraftigt. År 2007 uppgavs en procent av befolkningen vara smittad. År 2014 stod Ryssland för 55 procent av alla nya fall av hivsmitta i Europa.

## Bakgrund
Hiv och aids förekommer i hela världen men är mest utbrett i Afrika, söder om Sahara. Det första konstaterade fallet av hiv i nuvarande Ryssland kom i mitten på 1980-talet, i dåvarande Sovjetunionen. Upptäckten bemöttes med förnekelse och en allmän åsikt om att hiv endast drabbade homosexuella, narkomaner och andra "avvikande", liksom svarta afrikaner och utländska turister. Även USA anklagades för att hiv spridit sig till området. Landet anklagades under kalla kriget för att "testa" smittan på marginaliserade personer som levde ett oordnat sexualliv. Sannolikt förklaras dock den sena smittspridningen av den kontroll som gjordes av både turister och utresande under Sovjettiden.

## Historisk utveckling
När Sovjetunionen kollapsade 1991 föll även barriärerna mellan dess republiker och resten av världen. Detta medförde bland annat att hiv lättare kunde spridas. Dessutom medförde kollapsen att de statliga utgifterna för hälso- och sjukvård minskade och kostnaderna sköts till hushållen samtidigt som arbetslösheten steg. Alkoholismen blev mer utbredd och antalet skilsmässor ökade. Ungefär samtidigt eskalerade, förutom spridningen av hiv, även spridningen av syfilis, difteri och andra sjukdomar. Fram till 1994 tonade hälsoansvariga i Ryssland ner den ökade spridningen av hiv med hänvisning till den fortsatt låga andelen smittade.

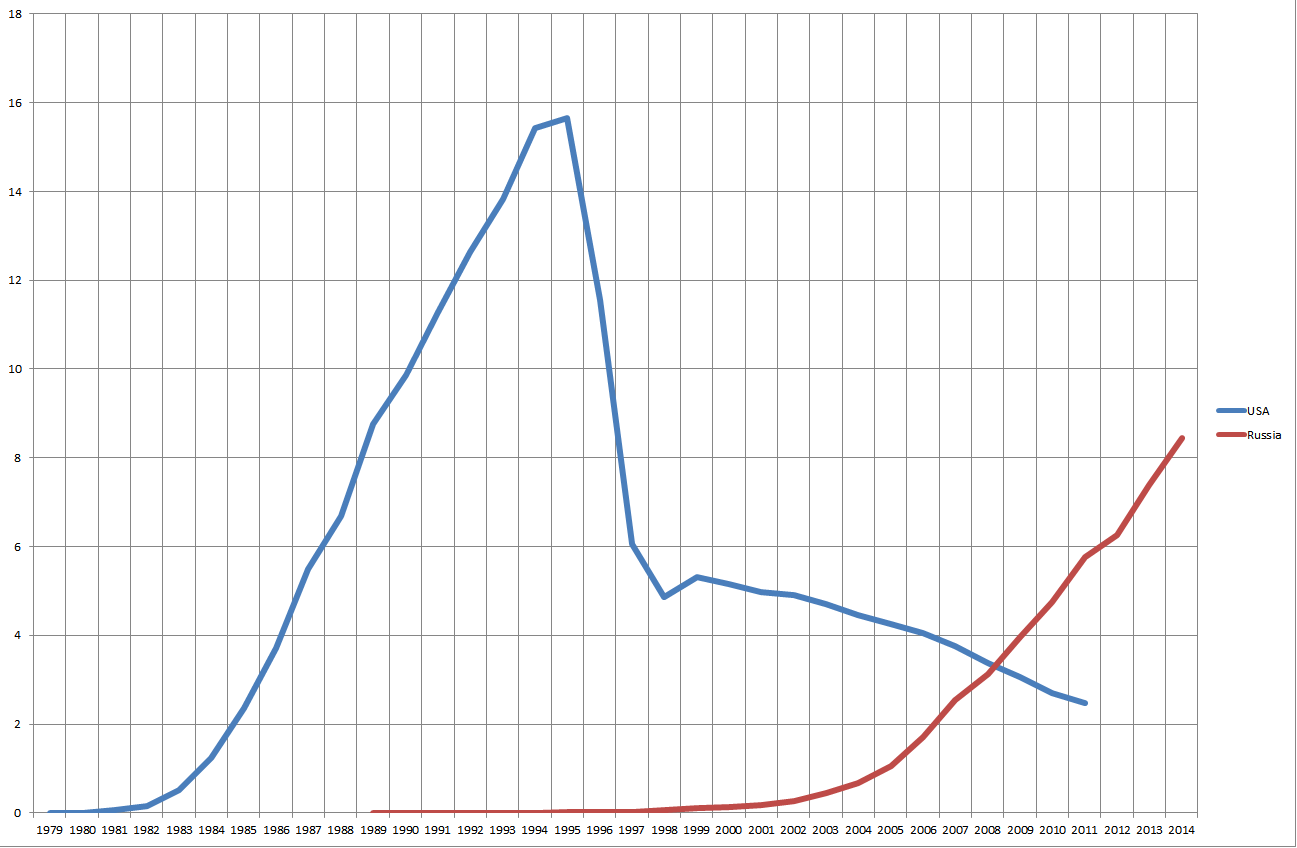
Bekräftad dödlighet som följd av hiv i USA och Ryssland per invånare.

Antalet personer med hiv ökade 100-faldigt mellan åren 1997 och 2005, och ungefär en procent av befolkningen – motsvarande en miljon människor – var smittad 2007. De officiella siffrorna från Ryssland har dock varit betydligt lägre. Som exempel kan nämnas att Ryssland officiellt uppgav att 240 000 människor var smittade 2003 medan FN uppskattade att mellan 750 000 och 1,2 miljoner människor var smittade. År 2004 uppgav forskaren Mark G. Field att:
| ” | Det finns stora variationer från region till region och mellan olika städer, både i de tidigare sovjetrepublikerna och i Östeuropa i stort, med de högsta infektionsnivåerna i storstäderna. De flesta smittade (cirka 80 procent) är yngre än 30 år (jämfört med cirka 30 procent i USA). | „ |

År 2014 stod Ryssland för 55 procent av alla nya fall av hivsmitta i Europa. Orsaken uppgavs vara en lavinartad ökning av sprutnarkomaner, men i storstäderna spreds hiv främst genom sexuella relationer. På landsbygden var sambandet mellan hiv, homosexuella och självmord tydligt.
År 2017 var de officiella siffrorna att 1,2 miljoner människor var smittade. Mörkertalet troddes då vara stort. Andra uppgav att de officiella siffrorna det året var 800 000 smittade. Fyra år senare, 2021, visade officiell statistik att det fanns 1,5 miljoner registrerade hiv-smittade i Ryssland (vilket kan jämföras med att landet beräknades ha knappt 141 miljoner invånare 2024). Av dessa smittades 67,3 procent av heterosexuella kontakter, 28,9 procent genom droganvändning och 2,9 procent genom homosexuella kontakter.

## Hiv/aids och sexualundervisning i skolan
Sexualundervisning i skolorna förbjöds i Ryssland i slutet av 1990-talet.
Enligt uppgifter från 2004 var sexualundervisning i Ryssland inte tillåtet för barn under 15 år. Två år senare rapporterades i tidningen Ottar att det blåser "konservativa vindar i Ryssland, vilket medför inskränkningar i kvinnors, och även mäns, sexuella rättigheter". I samma artikel skrevs att "I början av 1990-talet blev allt tillåtet på det sexuella planet. Gamla sexualmoralistiska normer och värderingar krossades, men inga nya insikter kom i dess ställe. Det fanns ingen som tog frågan på allvar och lärde ryssarna vad säker och ansvarsfull sex innebär." Samma år infördes en ny lag som begränsade icke-statliga organisationers verksamhet i landet. Då sexualundervisning i skolorna var förbjudet var det dessa organisationer som erbjöd information om säkert sex.
Den ryska presidentens barnrättskommissionär Pavel Astakhov sa 2014 att sexualundervisning aldrig kommer införas i ryska skolor, detta då det "skulle strida mot landets moral och traditioner". Han fortsatte med att påpeka att "Den bästa sexualundervisningen som finns är i själva verket rysk litteratur och litteratur i allmänhet".